# Orthurus
Orthurus es un género con dos especies de plantas  perteneciente a la familia Rosaceae.

## Especies
- Orthurus heterocarpus (Boiss.) Juz.
- Orthurus kokanicus Juz.

## Taxonomía
Orthurus fue descrito por Sergéi Yuzepchuk y publicado en Flora URSS 10: 616, en el año 1941.